# Zahoczewie (gromada)
Zahoczewie – dawna gromada, czyli najmniejsza jednostka podziału terytorialnego Polskiej Rzeczypospolitej Ludowej w latach 1954–1972.
Gromady, z gromadzkimi radami narodowymi (GRN) jako organami władzy najniższego stopnia na wsi, funkcjonowały od reformy reorganizującej administrację wiejską przeprowadzonej jesienią 1954 do momentu ich zniesienia z dniem 1 stycznia 1973, tym samym wypierając organizację gminną w latach 1954–1972.
Gromadę Zahoczewie z siedzibą GRN w Zahoczewiu utworzono – jako jedną z 8759 gromad na obszarze Polski – w powiecie leskim w woj. rzeszowskim na mocy uchwały nr 25/54 WRN w Rzeszowie z dnia 5 października 1954. W skład jednostki weszły obszary dotychczasowych gromad Zahoczewie, Nowosiółki, Żerdenka, Żernica Niżna (bez przysiółka Pogranicze) i Żernica Wyżna (bez przysiółka Podgłębokie) ze zniesionej gminy Hoczew w tymże powiecie. Dla gromady ustalono 9 członków gromadzkiej rady narodowej.
1 stycznia 1960 gromadę zniesiono, włączając jej obszar do gromady Hoczew w tymże powiecie.